# Hine
Hine of Hinè is een meisjesnaam. Hine is afkomstig van het Maori, de taal van de Maori's, de inheemse bevolking van Nieuw-Zeeland. Hine betekent meisje. Volgens het scheppingsverhaal van de Maori, was het de naam van de eerste vrouw op Aarde.